# 三毛夢屋
24°34′26″N 121°06′21″E / 24.573994°N 121.105816°E
三毛夢屋，或稱三毛故居、三毛的家，是位於臺灣新竹縣五峰鄉桃山村的民房，為作家三毛所愛，在2010年代成為咖啡廳。

## 景觀
此屋位在新竹縣五峰鄉桃山村16鄰清泉262號，清泉一號吊橋上方五十公尺處山坡上，為王姓人家所有。空間不大，隔成一大一小間，無華麗的擺設。在三毛欲入住時才加裝衛浴設備，原先的鐵窗則以「我們不住籠子」的理由拆除。入口處有一顆梢楠樹，據說是作家三毛喜歡沉澱靜坐的地方。從此紅磚屋可瞭望喀羅溪河谷與對面丁松青神父主持的清泉天主堂。

## 三毛筆下的夢屋
1984年初，三毛第三度來到五峰鄉清泉部落。
當時三毛與丁松青等人會面，第二日一同去清泉的小坡頂上遠眺大霸尖山。途中一家鎖著、破窗的的紅磚房吸引了她的注意，她認為是「一生拾荒生涯中的又一個高潮」，而不肯走，於是眾人一起返回看。
丁神父回憶三毛在房子裡來回踱，迫不及待告訴他說打算如何整修房子，來變成她的夢中之家，似乎對屋頂破洞、傾牆、與滿地垃圾視若無睹。
從坡頂下來時，三毛得知屋主在竹東鎮做事，根本不回來。後來，她與達尼埃和歌妮夫妻一起環島旅行時，在高雄圓山大飯店住宿時打電話給丁松青。第一通電話中，丁神父說房東答應租三年，可讓神父修女來避靜，但裡面沒水沒電。三毛不甘心不能擁有，本想找丁松青兄長丁松筠訴苦，但當夜又打第二通給丁松青要求，還模仿《小王子》「請你幫我畫一隻錦羊」的台詞，對丁松青講：「請你，請你，給我一個閣樓……」
成功租屋的三毛原先為此屋取名為「安靜之家」，礙於聽起來太像墓園，遂改為「三毛的家」；丁松青曾想取為「山地平安之家」，卻被三毛認為太像殯儀館。幾個禮拜後，眾人著手修復房子，這時候丁神父收到三毛的一封信，說小王子可在此種玫瑰、小屋有時可以開著門，因為狐狸可能在下午四點「準時」來找小王子。她後來也把屋上的毒蛇聯想到《小王子》的蛇，寫道應該留給她。
三毛寫攝影家徐仁修去清泉時，泰雅族人指著懸崖上的小紅屋，說那是三毛的家、以及她5月要來、所以替她拚命趕工。屋子在1984年5月近完工，三毛卻發生健康問題，要去美國醫病。丁松青則鼓勵她可將小屋開放，留給莘莘學生。
1984年5月27日，三毛在《聯合報》投稿〈重建家園──將真誠的愛，在清泉流傳下去………〉介紹她如何愛上此屋，說是不能享用一日的房子，也歡迎學生來此住，但要愛惜。

## 三毛過世後的夢屋
三毛過世後，作家劉克襄數度來清泉部落。一次，他在清泉天主堂旁的籃球場，指著此紅磚屋，對原住民小孩說有一個很會在世界流浪的人，以前就住在那邊的小屋，並簡單告訴那些小孩關於三毛的一生。
2005年，因陳水扁政府放寬中國大陸人士來台灣觀光，竹縣政府看好未來旅遊市場，整修五峰鄉張學良故居和三毛夢屋。
約2011年，從幼兒教育退休的徐秀容，租下三毛夢屋開設為咖啡館，對來客酌收新台幣20元，並可換取三毛夢屋明信片。她除將全數收入用來維持房子運作外，也把部份所得拿來幫助部落孩童。屋內展示著三毛過去的文學創作與舊照片，也可買到三毛的作品。
也會有喜好三毛的中國大陸交換學生來此參觀。